# Idolus
Idolus là một chi bọ cánh cứng trong họ 
Elateridae.
Chi này được miêu tả khoa học năm 1875 bởi Desbrochers.

## Các loài
Các loài trong chi này gồm:
- Idolus adrastoides (Reitter, 1888)
- Idolus picipennis (Bach, 1854)